# Пхана
Пхана (Bana’, Pana’, Phana’) — лолойский язык, на котором говорят в одной деревне города Хуэйсай провинции Бокео; в деревнях Бопиет и Намтунг округа Луанг-Прабанг провинции Луангнамтха в Лаосе, а также в округе Мэнла провинции Юньнань в Китае.